# Édouard Pichon
Pour les articles homonymes, voir Pichon.
 (juin 2013).
Édouard Jean Baptiste Pichon, né le 24 juin 1890 à Sarcelles et mort le 20 janvier 1940 à Fontainebleau,, est un médecin, linguiste et psychanalyste français. Il est cofondateur de la Société psychanalytique de Paris (1926).

## Biographie
Édouard Pichon est né le 24 juin 1890 à Sarcelles. Il est originaire d'une famille bourguignonne, son père d'abord vigneron devient notaire. C'est sur les recommandations de son père qu'Édouard s'oriente vers la médecine. Il est externe des hôpitaux de Paris en 1910, il y rencontrera Louis Aragon. Pendant la Première Guerre mondiale il est engagé comme médecin militaire, il ressent alors les premiers signes du rhumatisme articulaire aigu qui finira par l'emporter. Sa vie sera marquée par cette maladie qui l'obligera à de multiples hospitalisations et le handicapera au point de lui imposer de circuler en chaise roulante. Il est soigné par un traitement à base de salicylate, ce qui lui provoque des épisodes délirants. Il choisira cette maladie comme sujet de sa thèse en médecine.
En 1924 il est docteur en médecine, spécialisé en pédiatrie et nommé chef-adjoint de clinique infantile. Il sera nommé ensuite à l'hôpital Bretonneau où il rencontre Françoise Marette qui sera connue plus tard sous le nom de Françoise Dolto et qui devient son élève.
Après sa rencontre avec René Laforgue il mène une triple carrière de médecin, de psychanalyste et de linguiste.
En 1927, tout en étant un des cofondateurs de la Société psychanalytique de Paris (SPP), il épouse Hélène Janet qui est tuberculeuse et devient donc gendre de Pierre Janet, que certains considèrent comme l'un des plus notables adversaires de la psychanalyse.

## Un homme aux multiples visages

### Le linguiste
La vraie passion de Pichon était sans doute le langage. Il y a été initié très tôt par son oncle Jacques Damourette avec lequel il signera Des mots à la pensée, une grammaire en sept volumes qui tente de décrire de façon exhaustive l'état de la langue française entre 1911 et 1940. Le titre de l'ouvrage s'inscrit contre le courant dominant des grammairiens de l'époque qui partent de l'idée pour arriver au langage, Damourette et Pichon partent de la langue pour montrer comment émerge la pensée. Élisabeth Roudinesco fait remarquer que cette position est contradictoire avec les positions que Pichon tiendra à l'égard de la psychanalyse.
C'est à Pichon que Lacan empruntera le terme de forclusion qui définit le mécanisme psychique caractéristique de la structure psychotique. Michel Arrivé a finement analysé les liens entre le deux hommes et l'hommage que Lacan a rendu à Pichon :
« Cent psychanalystes médiocres ne feront pas faire un pas à sa connaissance [la psychanalyse], tandis qu'un médecin, d'être l'auteur d'une œuvre géniale dans la grammaire (et qu'on n'aille pas imaginer ici quelque sympathique production de l'humanisme médical), a maintenu, sa vie durant, le style de la communication à l 'intérieur d'un groupe d'analystes contre les vents de sa discordance et la marée de ses servitudes »(Écrits, pp. 360-361).

### Le pédiatre
Édouard Pichon prend parti pour Anna Freud dans la querelle qui l'oppose à Melanie Klein. Il pense, comme la première, que la psychanalyse des enfants doit être subordonnée à l'autorité éducative.
Il propose de créer une nouvelle discipline qu'il nomme psychopédeutique qui consiste en une sorte de syncrétisme des thèses de Pierre Janet, Sigmund Freud, Jean Piaget, Alfred Binet et Henri Wallon. Il rédige un ouvrage Le développement psychique de l'enfant qui aura un très grand succès dans lequel il se prononce contre le travail des femmes mariées, se déclare partisan de parler aux nourrissons mais préconise de tondre les jeunes garçons pour qu'ils ne ressemblent pas aux filles et autres opinions diverses.

### Le psychanalyste
Pichon était un fervent partisan de la théorie de la dégénérescence qu'il voulait combattre aux moyens de méthodes cathartiques dans lesquelles il rangeait la psychanalyse, au même titre que les « méthodes purgatives » ou « la confession auriculaire catholique ». La psychanalyse n'était donc pour lui qu'une psychothérapie parmi d'autres. Il avait été analysé par Eugénie Sokolnicka.
Mais surtout Pichon, en fidèle maurrassien, ne pouvait concevoir la psychanalyse que française. Il attaque l'Association psychanalytique internationale essentiellement parce qu'elle lui apparaît comme une « organisation collectiviste » alors que dit-il « je conçois volontiers la monarchie protectrice des diversités comme la transposition dans l'ordre social de ce qu'est en clinique psychologique une âme bien maîtresse de soi ». Comme le note Élisabeth Roudinesco la psychanalyse selon Pichon est essentiellement « pichonienne ».

### Le maurrassien
Homme de droite, Pichon était un admirateur inconditionnel de Charles Maurras. Il n'hésitera cependant pas à se revendiquer psychanalyste et à défendre cette théorie contre celui qu'il appelait son « admirable maître ».

## Œuvres
- Des mots à la pensée, essai de grammaire de la langue française, avec Jacques Damourette, Paris, d'Artrey, 1911-1940, en 7 volumes (vol. 1, vol. 2 , vol. 3 , vol. 4, vol. 5 , vol. 6 & vol. 7 ; Compléments)
- Le développement psychique de l'enfant et de l'adolescent, Paris, Masson et Cie, 1965 Disponible en texte intégral sur LillOnum
- Le bégaiement : sa nature et son traitement, avec Suzanne Borel-Maisonny, Paris, Masson 1936.